# Маруланда (Колумбия)
Маруланда (исп. Marulanda) — город и муниципалитет в центральной части Колумбии, на территории департамента Кальдас. Входит в состав Верхне-Восточного субрегиона.

## История
Поселение, из которого позднее вырос город, было основано 6 октября 1877 года. Муниципалитет Маруланда был выделен в отдельную административную единицу в 1885 году.

## Географическое положение

Муниципалитет Маруланда

Город расположен в центральной части департамента, в пределах горной местности Центральной Кордильеры, на расстоянии приблизительно 33 километров к северо-востоку от города Манисалес, административного центра департамента. Абсолютная высота — 2858 метров над уровнем моря.
Муниципалитет Маруланда граничит на северо-востоке с территорией муниципалитета Пенсильвания, на востоке — с муниципалитетом Мансанарес, на юго-западе — с муниципалитетами Нейра и Манисалес, на северо-западе и западе — с муниципалитетом Саламина, на юге — с территорией департамента Толима. Площадь муниципалитета составляет 378,57 км².

## Население
По данным Национального административного департамента статистики Колумбии, совокупная численность населения города и муниципалитета в 2024 году составляла 2726 человек.
Динамика численности населения муниципалитета по годам:
| 2005 | 2010 | 2015 | 2020 | 2021 | 2022 | 2023 | 2024 |
| ---- | ---- | ---- | ---- | ---- | ---- | ---- | ---- |
| 3489 | 3443 | 3406 | 2662 | 2684 | 2699 | 2700 | 2726 |

Согласно данным переписи 2005 года мужчины составляли 51,8 % от населения Маруланды, женщины — соответственно 48,2 %. В расовом отношении белые и метисы составляли 98,9 % от населения города; негры и мулаты — 1 %; индейцы — 0,1 %.

## Экономика
44,3 % от общего числа городских и муниципальных предприятий составляют предприятия торговой сферы, 29,3 % — предприятия сферы обслуживания, 19,8 % — промышленные предприятия, 6,6 % — предприятия иных отраслей экономики.